# Tatjana Stykel
Tatjana Stykel () é uma matemática russa que trabalha como professora de matemática computacional no Instituto de Matemática da Universidade de Augsburgo, na Alemanha. Seus interesses de pesquisa incluem álgebra linear numérica, teoria de controle e sistemas de equações algébricas diferenciais.

## Formação e carreira
Stykel obteve bacharelado e mestrado pela Universidade Estadual de Novosibirsk em 1994 e 1996. Após estudos de pós-graduação como pesquisadora na Universidade Humboldt de Berlim e na Universidade de Tecnologia de Chemnitz, obteve um doutorado (Dr. rer. nat.) pela Universidade Técnica de Berlim em 2002, onde obteve a habilitação em 2008. Sua tese de doutorado, Analysis and Numerical Solution of Generalized Lyapunov Equation, foi orientada por Volker Mehrmann.
Após concluir o doutorado foi pesquisadora de pós-doutorado na Universidade de Calgary e, em seguida, pesquisadora e professora convidada na Universidade Técnica de Berlim de 2003 a 2011, quando assumiu seu cargo atual em Augsburgo.

## Reconhecimento
Em 2003 foi uma dos vencedores do Segundo Prêmio do Prêmio Leslie Fox de Análise Numérica. Ganhou o Prêmio Richard von Mises de 2007 da Gesellschaft für Angewandte Mathematik und Mechanik (GAMM).